# 턱스 레이서
《턱스 레이서》(Tux Racer)는 리눅스 펭귄 마스코트 턱스 주연의 자유 소프트웨어 3차원 컴퓨터 게임이다. 이 게임에서 플레이어는 눈, 얼음 코스를 내려가면서 청어를 먹으며 턱스(또는 3개의 다른 캐릭터들 가운데 한 명)를 컨트롤한다.
턱스 레이서는 평론가들로부터 긍정적인 평가를 받았다.

## 게임플레이

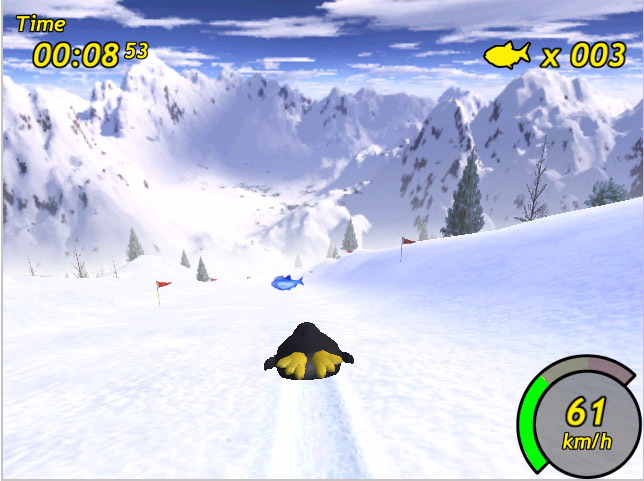
주인공 턱스 주연의 턱스 레이서의 게임플레이.

좌우 스티어링 컨트롤은 일반적으로 레이싱 시뮬레이션 게임에 속하며 위 방향키는 턱스가 물갈퀴를 가지고 "패들"(paddle)을 사용할 수 있게 한다. 양호한 레이스 시간을 얻으려면 패들 명령을 올바르게 사용하는 것이 필수적이다. 패들을 사용하면 턱스가 빠른 속도에 있을 때 속도를 늦출 수 있지만 느린 속도에서는 속도를 빠르게 한다.
공중에서 패들을 사용하면 점프의 길이를 증가시킬 수 있다. 점프는 풍경의 모양에 의해, 아니면 "에너지" 키를 누르고 있다가 떼면 발생할 수 있다. 점프가 임박할 때 키를 떼면 자연스럽게 더 큰 점프를 뛰게 된다. 키보드 대신 다른 컨트롤을 사용하는 버전이 존재한다: 이를테면, Wii 리모컨, 그리고 스틸어링 휠을 갖춘 아케이드 버전이 있다.
얼음을 타면 턱스를 더 빠르게 이동할 수 있으며 눈을 타면 조작성이 좋아지며 봉변을 당하면 턱스의 속도가 떨어진다. 턱스의 경로를 방해하는 나무들도 있으며 코스를 표시하기 위한 깃발도 있다. 여러 코스에 산재된 청어를 모으면 점수를 얻을 수 있다. 게임의 다음 단계로 진행하려면 플레이어는 충분한 청어를 먹고 제한 시간 내에 코스의 끝에 도달해야 한다. 수많은 오픈 소스 게임처럼 이 게임의 용이한 수정을 통하면 턱스 레이서의 리플레이 밸류가 확장된다. 고도, 지형, 물건의 위치를 인지하기 위해 3개의 래스터 이미지를 만듦으로써 새로운 맵을 만들 수 있다.

## 개발

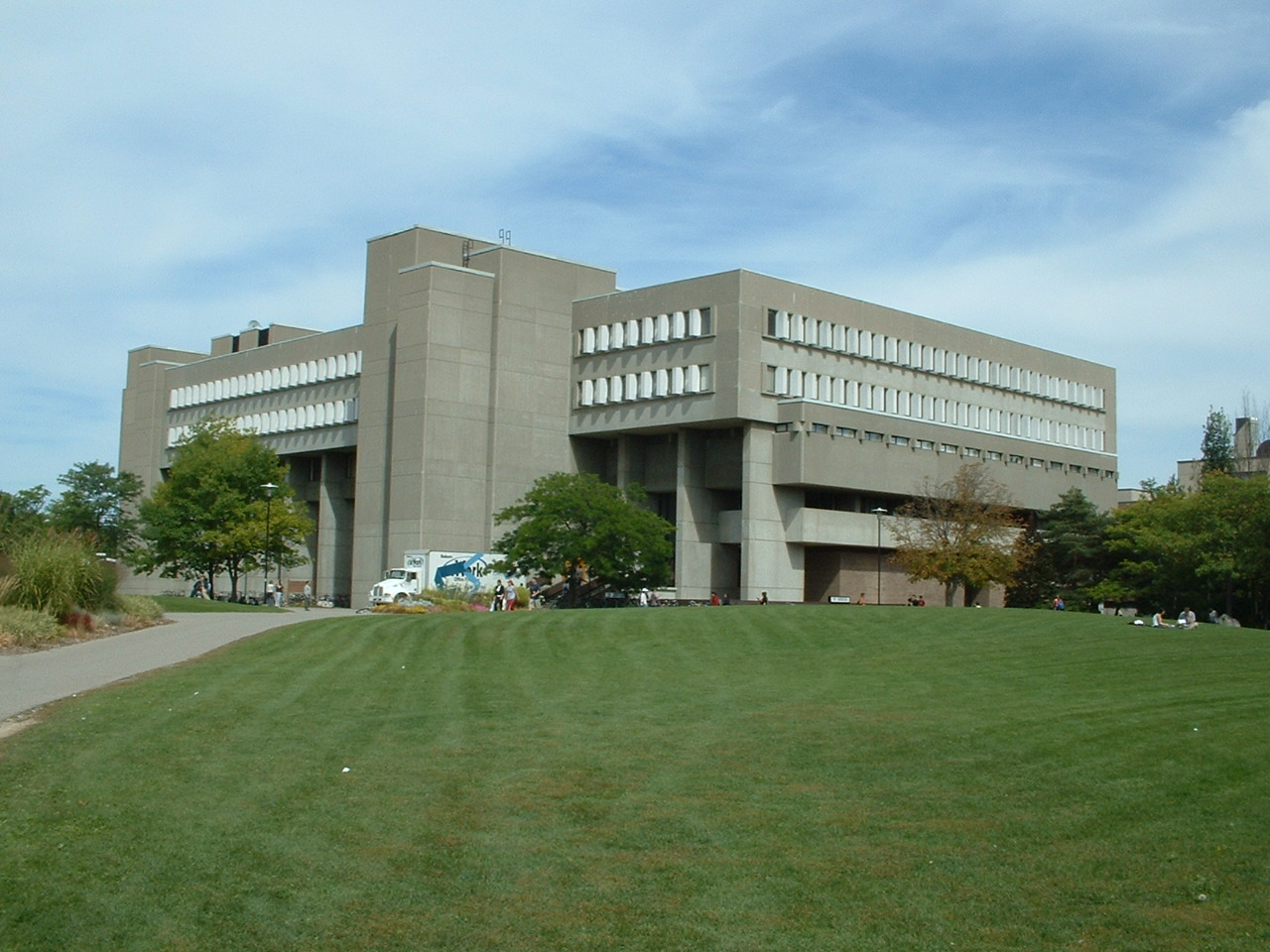
턱스 레이서는 워털루 대학교 컴퓨터 그래픽스 연구소에서 개발되었다.

턱스 레이서는 원래 캐나다 온타리오주의 워털루 대학교(UW)에 다니던 학생 Jasmin Patry에 의해 개발되었으며 여기에서 그는 컴퓨터 시스템즈 애널리스트(CSA) 학위를 추구함으로써 비디오 게임 산업에서 커리어를 시작했다. 프로젝트로서의 게임 개발은 1999년 8월 컴퓨터 그래픽스 연구소(CGL)의 마지막 컴퓨터 그래픽스 프로젝트로서 시작되었다. 이 게임은 3일에 걸쳐 완성되고 시연되었다. 그 뒤 이 게임을 위한 웹 페이지가 시작되었으며 Patry의 학우 중 한 명이 프레젠테이션 중에 이 소프트웨어를 오픈 소스로 출시할 것을 제안하였다. Patry는 턱스가 오픈 소스 소프트웨어인 리눅스의 마스코트가 되므로 이 게임을 오픈 소스로 출시하는 것이 이치에 맞다고 느꼈으며 그 해 동안 게임에 대한 작업을 계속하며 동료 친구들이 게임 개발에 참여하길 희망했다.
1999년 12월, Patry와 그의 전 학우 Patrick Gilhuly, Eric Hall, Rick Knowles, Mark Riddell, Rob Kroeger는 비디오 게임 프로젝트 개발을 위해 선스파이퍼 스튜디오 기업 설립을 발표하였다.

## 상용 버전
2000년 8월, Patry과 2명의 친구 Rick Knowles, Mark Riddell은 강화된 버전의 턱스 레이서를 클로즈드 소스 라이선스로 개발한다고 발표하였다. 2001년에 이 소프트웨어의 데모 버전이 PC 게이머 2001년 1월판에 포함되었다. 2002년 1월 16일, 이 게임은 리눅스, macOS, 마이크로소프트 윈도우 운영 체제용으로 출시되었다. Patry는 이 게임의 판매량이 양호하며 닌텐도 게임큐브, 엑스박스의 포팅이 매우 논리적인 선택이 될 것이라 언급하였다.
2003년, 선스파이어 스튜디오는 사업을 중단했다. 자사의 인터넷 도메인은 이제 상업적으로 사이버스쿼팅되었다. archive.org에 따르면, 턱스 레이서 1.1.1 리눅스 패치가 출시된 2002년 9월 22일 이후로 그들의 사이트에 큰 변화가 없었다. 사이트는 2003년까지 변화가 거의 없이 계속 존재한 것으로 보인다.

## 평가
| 평론 점수 | 평론 점수 |
| 평론사    | 점수      |
| --------- | --------- |
| Clubic    | 8/10      |

| 수상           | 수상                    |
| 평론사         | 수상                    |
| -------------- | ----------------------- |
| en:PC Magazine | Best Free Software-2007 |

2000년에 CNN은 턱스 레이서를 휴일 간 10개의 최고 리눅스 게임(Top 10 Linux games for the holidays) 중 1위로 선정하였다.

## 같이 보기
- 슈퍼턱스카트